# スコット・ケーシー
スコット・ケーシー（"Cowboy" Scott Casey、1947年3月19日 - ）は、アメリカ合衆国の元プロレスラー。テキサス州アマリロ出身。
カウボーイ・ギミックの正統派ベビーフェイスとして、アマリロ、ダラス、サンアントニオなど地元のテキサス地区を主戦場に活動した。

## 来歴
学生時代はレスリングで下地を積み、カレッジ卒業後の1972年にプロデビュー。フロリダやミッドアトランティックを経て、ファンク・ファミリーがプロモートするアマリロのウエスタン・ステーツ地区で活動し、1975年5月には全日本プロレスに初来日している。帰国後の12月18日にはフランク・グーディッシュからNWAウエスタン・ステーツ・ヘビー級王座を奪取、翌1976年8月19日にもジェリー・ブリスコを破って同王座を獲得した。
1977年はエディ・グラハムが主宰していたフロリダのCWF（チャンピオンシップ・レスリング・フロム・フロリダ）にて、ゴードン・ネルソン、イワン・コロフ、バディ・ロバーツ、マサ斎藤らと対戦。同年11月からは中西部のセントラル・ステーツ地区に進出、マイク・ジョージとコンビを組み、12月1日にカンザスシティにてクラッシャー・ブラックウェル&バック・ロブレイからNWA世界タッグ王座を奪取している。
1980年代に入るとサンアントニオのSCW（サウスウエスト・チャンピオンシップ・レスリング）に定着し、モンゴリアン・ストンパー、ジノ・ヘルナンデス、ディック・スレーター、ボビー・ジャガーズ、タンク・パットン、キラー・ブルックス、ザ・シープハーダーズなどのヒール勢と抗争を展開。1982年10月1日にはヒューストンにてニック・ボックウィンクルのAWA世界ヘビー級王座に挑戦している。翌1983年は、8月30日にアドリアン・アドニスから世界ヘビー級王座を、9月11日にタリー・ブランチャードからサウスウエスト・ヘビー級王座を奪取した。
1984年4月、SCWのブッカーでもあったテリー・ファンクのブッキングにより、ボブ・スウィータンやダッチ・マンテルと共に第1次UWFの旗揚げシリーズに来日。ラッシャー木村や前田日明とのシングルマッチも組まれ、最終戦の蔵前国技館大会ではマッハ隼人と対戦している。翌1985年はフリッツ・フォン・エリックの主宰するダラスのWCCW（ワールド・クラス・チャンピオンシップ・レスリング）に登場、4月1日にフォートワースにてデニス・コンドリーを破り、TVタイトルを獲得した。
1987年よりWWFと契約し、中堅ベビーフェイスのポジションでミッドカード戦線にて活動。9月21日にはニューヨークのマディソン・スクエア・ガーデンに登場、スティーブ・ロンバルディを得意技のブルドッグで下してMSGデビュー戦を飾っている。1988年11月24日に開催された『サバイバー・シリーズ』の第2回大会では、ジム・ドゥガン、ジェイク・ロバーツ、ケン・パテラ、ティト・サンタナとのチームで出場、アンドレ・ザ・ジャイアント、ハーリー・レイス、ディノ・ブラボー、リック・ルード、ミスター・パーフェクトのヒール軍と対戦した。WWFでは活躍の機会に恵まれなかったものの、ベテランのジョバーとして1990年まで単発的に出場を続けた。
セミリタイア後はSCW時代の盟友イワン・プトスキーがヒューストンに開設したプロレスリング・スクールのヘッド・トレーナーを務め、ハーレム・ヒートのスティービー・レイとブッカー・T、アーメッド・ジョンソンらを指導した。
引退後はネバダ州ラスベガスにてカジノのセキュリティに転身した。

## 得意技
- ブルドッグ
- エルボー・ドロップ
- ショルダー・ブリーカー

## 獲得タイトル
NWAウエスタン・ステーツ・スポーツ
- NWAウエスタン・ステーツ・ヘビー級王座：2回 [3]
- NWAウエスタン・ステーツ・タッグ王座：1回（w / レジー・パークス）[17]

セントラル・ステーツ・レスリング
- NWA世界タッグチーム王座（セントラル・ステーツ版）：1回（w / マイク・ジョージ）[5]

ワールド・クラス・チャンピオンシップ・レスリング
- NWAテキサス・ヘビー級王座：1回 [18]
- WCCW TV王座：1回 [10]

サウスウエスト・チャンピオンシップ・レスリング
- SCW世界ヘビー級王座：1回 [7]
- SCWサウスウエスト・ヘビー級王座：1回 [8]